# Государственный строй Кыргызстана
Государственный строй Кыргызстана происходит в рамках парламентской представительной демократической республики, где президент является главой государства, а премьер-министр Кыргызстана — главой правительства. Исполнительная власть осуществляется правительством. Законодательная власть принадлежит как правительству, так и парламенту.

## Политическая история
В первые годы полной независимости Кыргызстана президент Аскар Акаев, казалось, искренне хотел реформировать страну. Однако, несмотря на поддержку крупных западных доноров, включая Международный валютный фонд (МВФ), Кыргызстан с самого начала столкнулся с экономическим кризисом. Это произошло в основном в результате распада СССР и разрушения экономических связей со странами Восточной Европы, которое позднее препятствовало переходу к рыночной экономике.
В 1993 году обвинения в коррупции ближайших политических соратников Акаева переросли в крупный скандал. Одним из обвиняемых в нарушениях был вице-президент Феликс Кулов, который в декабре ушел в отставку по этическим причинам. После отставки Кулова Акаев распустил правительство и призвал последнего председателя Совета Министров Киргизской ССР Апаса Джумагулова сформировать новое правительство. 30 января 1994 года прошёл референдум о подтверждении полномочий Аскара Акаева.
Новая Конституция была принята парламентом в мае 1993 года, однако в 1994 году Парламенту не удалось собрать кворум для своей последней запланированной сессии до истечения срока его полномочий (февраль 1995 года). Президент Акаев был широко обвинен в манипулировании бойкотом большинством парламентариев. Акаев, в свою очередь, утверждал, что коммунисты вызвали политический кризис, помешав законодательному органу выполнить свою роль. 22 октября 1994 года состоялся конституционный референдум, в котором имелось два вопроса: об внесении поправок в Конституцию путём референдума и о создании двухпалатного парламента.
Первые выборы в новый парламент прошли 5 и 19 февраля 1995 года . Независимые кандидаты получили большинство мест, что свидетельствует о преобладании личностей над идеологиями. Новый парламент созвал свою первую сессию в марте 1995 года. Одним из первых его бизнес-направлений было утверждение точной конституционной формулировки роли законодательной власти.
Независимые политические партии Кыргызстана участвовали в парламентских выборах 1996 года. Конституционный референдум 1996 года значительно расширил президентские полномочия: президент получал право назначения министров и глав местных администраций, а парламент не мог отправить правительство в отставку.
17 октября 1998 года состоялся очередной конституционный референдум, по итогам которых была введена частная собственность на землю, увеличено число членов нижней палаты парламента и уменьшено число членов верхней палаты.
Два тура парламентских выборов состоялись 20 февраля и 12 марта 2000 года. При полной поддержке США Организация по безопасности и сотрудничеству в Европе (ОБСЕ) сообщила, что выборы не соответствовали обязательствам по проведению свободных и справедливых выборов и, следовательно, были недействительными. 15 марта того же года в Бишкеке прошла акция в поддержку лидера партии «Ар-Намыс» Феликса Кулова, проигравшего начальнику милиции Таласской области.
Арест Азимбека Бекназарова стал поводом к Аксыйским событиям 17 марта 2002 года, в ходе которых погибли шестеро человек.
В мае 2002 года власти ещё больше усилили своё влияние, приговорив громогласного бывшего союзника президента Феликса Кулова к десяти годам якобы «злоупотребления служебным положением». В том же месяце все правительство подало в отставку, взяв на себя вину за гибель людей во время протестов в начале года, позднее было сформировано новое правительство во главе с Николаем Танаевым. 18 июня 2002 года в Джалал-Абаде прошла массовая акция протеста, где митингующие требовали отставки Аскара Акаева, губернатора и генерального прокурора Джалал-Абадской области.

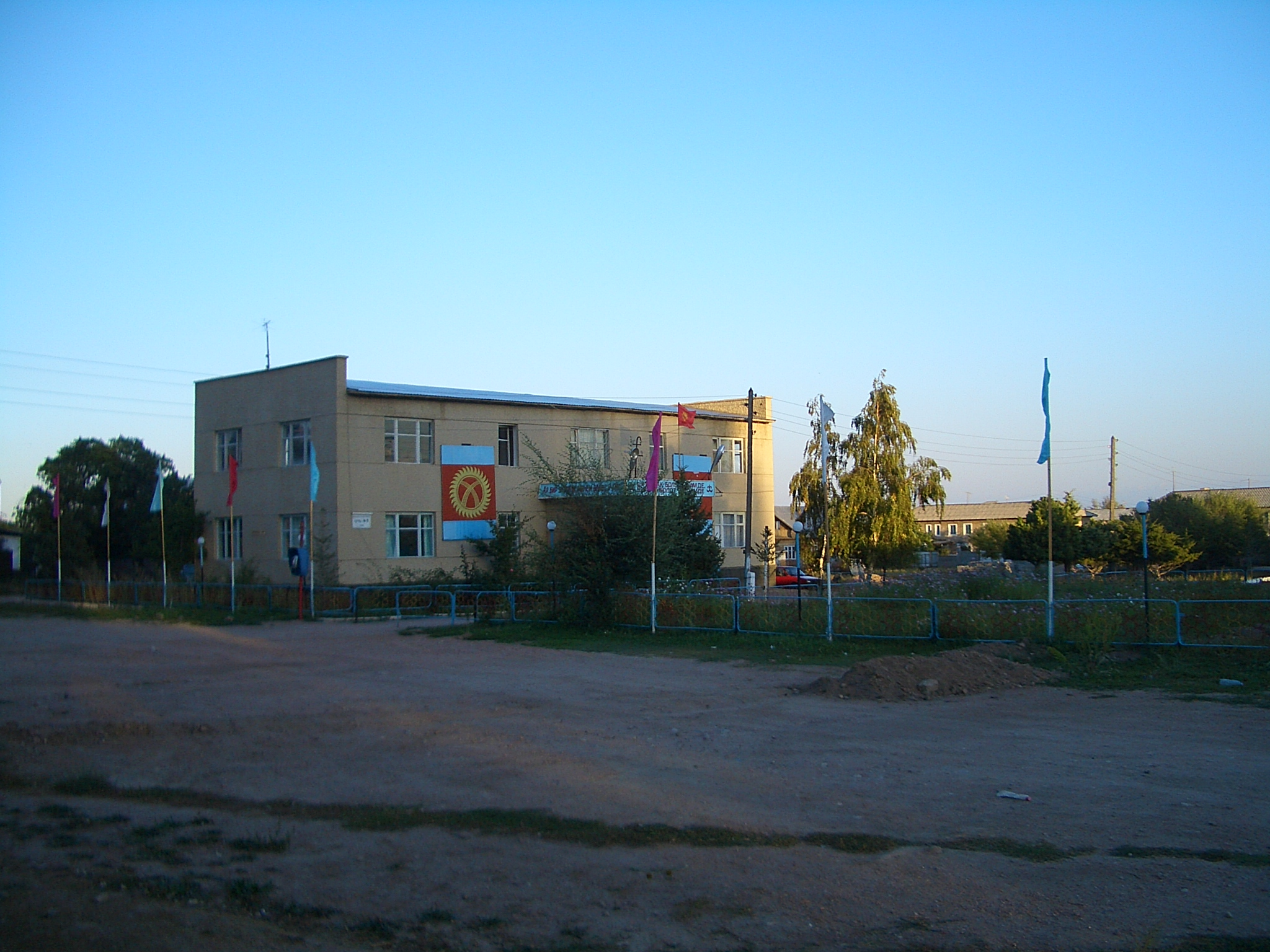
Здание правительства в селе Тамчы Иссык-Кульской области

В 2005 году результаты парламентских выборов были признаны международными наблюдателями нечестными, которые стали предвестниками Тюльпановой революции. 10 июля 2005 года временный президент и лидер оппозиционного Народного движения Курманбек Бакиев одержал победу на президентских выборах.
В 2006 году Бакиев столкнулся с политическим кризисом, когда тысячи людей приняли участие в серии акций протеста в Бишкеке . Они обвинили его в отказе от обещанных конституционных реформ, ограничивающих президентскую власть и предоставляющих больше полномочий парламенту и правительству. Они также обвинили его в неспособности искоренить коррупцию, преступность и бедность. Несколько парламентариев были убиты во время политических волнений.
Президентские выборы, первоначально планировавшиеся в 2010 году, был назначены на 23 июля 2009 года. Многие ожидали, что президент Бакиев сохранит свой пост, в то время как оппозиционное Объединённое народное движение (ОНД) 20 апреля 2009 года объявило, что выдвинет единого кандидата — лидера Социал-демократической партии Алмазбека Атамбаева. Явка на выборах составила 79,3 %. Уже на 00:45 местного времени 25 июля 2009 года (с отчетом 2058 из 2330 избирательных участков) Бакиев победил на выборах, набрав 83,8 % голосов избирателей.
Оценивая выборы, ОБСЕ заявила, что Бакиев получил «несправедливое преимущество» и что предвзятость СМИ «не позволила избирателям сделать осознанный выбор.» Кроме того, наблюдатели от ОБСЕ сообщили, что выборы были омрачены множеством проблем и нарушений, сославшись на вброс бюллетеней и проблемы с подсчётом голосов. В день голосования Атамбаев снял свою кандидатуру, заявив, что это широко распространенное мошенничество, заявив, что из-за массовых беспрецедентных нарушений выборы считаются нелегитимными и что необходимо провести новые выборы. Независимый кандидат Женишбек Назаралиев также отказался от участия в день выборов. Митинг оппозиции в 1000 человек в Балыкчы в день выборов был разогнан ОМОНом.
Арест оппозиционера 6 апреля 2010 года в городе Талас привёл к массовым акциям протеста. Протесты продолжились, в результате чего президент Бакиев бежал в его южный опорный пункт Джалал-Абад, а в тот же день были освобождены арестованные деятели оппозиции. Новое правительство было сформировано под руководством лидера оппозиции Розы Отунбаевой, а Бакиев оставался в течение нескольких дней на юге Кыргызстана, а затем по приглашению президента Белоруссии Александра Лукашенко ему там было предоставлено политическое убежище. Новое временное правительство провело консультации по новой конституции, направленной на усиление полномочий парламента и сокращение полномочий президента. 27 июня 2010 года состоялся конституционный референдум, который был одобрен более чем 90 % избирателей при явке 72 %. Впоследствии новые парламентские выборы прошли 10 октября 2010 года, в ходе которых пять партий, преодолевших 5%-ый порог голосов избирателей, получили мандаты в Жогорку Кенеше.
В 2011 году состоялись президентские выборы, по итогам которых победил Алмазбек Атамбаев. В 2017 году он выдвинул на пост президента премьер-министра Сооронбая Жээнбекова, победившего в выборах того года. После того, как Атамбаев ушел с поста президента, он начал критиковать Жээнбекова, и их отношения со временем ухудшились. Вскоре администрация Жээнбекова обвинила Атамбаева в коррупции. Между силами безопасности и сторонниками Атамбаева нарастали столкновения, усугубляя политическую нестабильность. Политические разногласия усилились после разногласий по поводу парламентских выборов в октябре 2020 года, когда по их итогам только четыре партии преодолели 7-процентный порог для достижения парламентского представительства, три из которых были тесно связаны с правительством. Впоследствии это привело к смене власти и отставке президента и правительства.

## Исполнительная власть
| Должность       | Имя             | Партия   | Дата            |
| --------------- | --------------- | -------- | --------------- |
| Президент       | Садыр Жапаров   | Мекенчил | 28 января 2021  |
| Премьер-министр | Акылбек Жапаров | Ар-Намыс | 13 октября 2021 |

Президент избирается всенародным голосованием на один шестилетний срок. Премьер-министра выбирает парламент по итогам выборов.

### Состав правительства

#### Правительство Абылгазиева
С 20 апреля 2018 по 15 июня 2020 года
- Премьер-министр — Мухаммедкалый Абылгазиев
  - Первый вице-премьер — Кубатбек Боронов
  - Заместитель Премьер-министра — Жениш Разаков
  - Заместитель Премьер-министра — Алтынай Омурбеков
  - Заместитель Премьер-министра — Аскаров Замирбек Марипбаевич
- Министр иностранных дел — Чингиз Айдарбеков
- Министр сельского хозяйства, пищевой промышленности и мелиорации — Нурбек Мурашев
- Министр экономики — Олег Панкратов
- Министр образования и науки — Гульмира Кудайбердиева
- Министр по чрезвычайным ситуациям — Нурболот Мирзахмедов
- Министр культуры, информации и туризма — Азамат Жаманкулов
- Министр финансов — Бактыгуль Жеенбаева
- Министр здравоохранения — Космосбек Чолпонбаев
- Министр внутренних дел — Кашкар Джунушалиев
- Министр юстиции — Марат Джаманкулов
- Министр труда, занятости и миграции — Улукбек Кочкоров
- Министр транспорта — Жанат Бейшенов
- Председатель Государственного комитета национальной безопасности — Идрис Кадыркулов
- Председатель Государственного комитета по делам обороны — Эрлис Тердикбаев
- Председатель Государственного комитета промышленности, энергетики и недропользования — Эмиль Осмонбетов
- Председатель Государственного комитета информационных технологий и связи — Шаршембиев Бакыт.

## Законодательная власть
В советское время главным законодательным органом являлся Верховный Совет, который в 1995 году был заменен двухпалатным Жогорку Кенешем. Жогорку Кенеш состоял из Ассамблеи народных представителей (45 мест; члены избирались всенародным голосованием из одномандатных округов) и Законодательного собрания (60 мест; 45 членов из которых были избраны всенародным голосованием из одномандатных округов, а 15 из них были избраны всенародным голосованием из одномандатных округов). которые входили в общенациональные партийные списки на пропорциональной основе с порогом в 5 %). Парламент избирается на пятилетний срок.
По итогам конституционного референдума 2003 года с 2005 года парламент состоял из 75 членов, а также он из двухпалатного стал однопалатным.
Однако из-за политических волнений 21 октября 2007 года был проведён новый конституционный референдум, на котором была одобрена новая избирательная система, состав парламента увеличен до 90 членов и введено голосование по партийным спискам.. Первые выборы по новой системе состоялись 16 декабря 2007 года.

## Политические партии и выборы
| Кандидат                                      | Партия                               | Голоса    | %     |
| --------------------------------------------- | ------------------------------------ | --------- | ----- |
| Сооронбай Жээнбеков                           | СДПК                                 | 920 620   | 54,22 |
| Омюрбек Бабанов                               | Независимый                          | 568 665   | 33,49 |
| Адахан Мадумаров                              | Бутун Кыргызстан                     | 110 284   | 6,57  |
| Темир Сариев                                  | Акшумар                              | 43 311    | 2,55  |
| Таалатбек Масадыков                           | Независимый                          | 10 803    | 0,64  |
| Улукбек Кочкоров                              | Независимый                          | 8498      | 0,50  |
| Азимбек Бекназаров                            | Независимый                          | 2743      | 0,16  |
| Арстанбек Абдылдаев                           | Независимый                          | 2015      | 0,12  |
| Арсланбек Малиев                              | Независимый                          | 1621      | 0,10  |
| Эрнис Зарлыков                                | Независимый                          | 1554      | 0,09  |
| Токтайым Уметалиева                           | Независимый                          | 1473      | 0,09  |
| Против всех                                   | Против всех                          | 12 371    | 0,73  |
| Недействительные / пустые голоса              | Недействительные / пустые голоса     | 13 902    | 0,82  |
| Всего                                         | Всего                                | 1 697 868 | 100   |
| Зарегистрированные избиратели / явка          | Зарегистрированные избиратели / явка | 3 014 434 | 56,32 |
| Источник: Центральная избирательная комиссия. |                                      |           |       |

### Парламентские выборы 2015 года
|                                      |           |       |      |       |
| Партия                               | Голоса    | %     | Мест | +/-   |
| Социал-демократическая партия        | 435 968   | 27,35 | 38   | +12   |
| Республика — Ата Журт                | 320 115   | 20,08 | 28   | -23   |
| Партия Кыргызстан                    | 206 094   | 12,93 | 18   | Новый |
| Онугуу — Прогресс                    | 148 279   | 9,30  | 13   | Новый |
| Бир Бол                              | 135 875   | 8,52  | 12   | Новый |
| Социалистическая партия Ата Мекен    | 123 055   | 7,72  | 11   | -7    |
| Бутун Кыргызстан — Эмгек             | 97 869    | 6,14  | 0    | 0     |
| Замандаш                             | 43 405    | 2,72  | 0    | 0     |
| Улуу Кыргызстан                      | 23 899    | 1,50  | 0    | Новый |
| Ар-Намыс                             | 12 807    | 0,80  | 0    | -25   |
| Мекен Ынтимыгы                       | 12 679    | 0,80  | 0    | Новый |
| Конгресс народов Кыргызстана         | 9619      | 0,60  | 0    | Новый |
| Аалам                                | 6398      | 0,40  | 0    | Новый |
| Азаттык                              | 5355      | 0,34  | 0    | Новый |
| Против всех                          | 12 428    | 0,78  | -    | -     |
| Недействительные / пустые голоса     | 32 410    | -     | -    | -     |
| Всего                                | 1 626 255 | 100   | 120  | 0     |
| Зарегистрированные избиратели / явка | 2 761 297 | 58,89 | -    | -     |
| Источник: ЦИК                        |           |       |      |       |

## Группы политического давления и лидеры
- Совет свободных профсоюзов
- Киргизский комитет по правам человека — Рамазан Дырылдаев
- Демократическое движение национального единства
- Союз предпринимателей
- Центральноазиатский институт свободного рынка[33]

## Судебная власть
Хотя Конституцией предусмотрена независимость судебной власти от законодательной и исполнительной ветвей, судебная система страны широко рассматривается как находящаяся под влиянием генеральной прокуратуры. Низкие зарплаты делают подкуп судей обычным делом. Большинство дел возбуждено в местных судах; затем они могут перейти через апелляционный процесс в муниципальные или региональные суды, а Верховный суд является последней апелляционной инстанцией. Споры по имущественным и семейным делам, а также уголовные дела низкого уровня рассматриваются традиционными судами старейшин, которые находятся под слабым контролем прокуратуры. Хозяйственные споры и военные дела рассматриваются в специализированных судах. Конституционный референдум 2003 года расширил сферу полномочий Верховного суда по гражданским, уголовным и административным делам. Многие защитные механизмы западной юриспруденции отсутствуют в судебной системе Кыргызстана, которая сохраняет многие черты советской судебной системы. Право на адвоката и презумпция невиновности обвиняемого гарантируются законом, но часто не применяются, а также долгое время не было судов присяжных, чьё их введение планируется с 2025 года. Законодательная реформа, рассматриваемая в 2006 году, позволит создать систему присяжных и укрепить независимость судебной власти.
Прокуратура Киргизской Республики следит за соблюдением правовой системы и деятельностью правоохранительных органов страны, а также за вынесением приговоров совместно с судебной властью.

## Административно-территориальное деление
Кыргызстан разделён на 7 областей и один город республиканского значения:
- Баткенская область
- Бишкек (город республиканского значения)
- Чуйская область
- Иссык-Кульская область
- Джалал-Абадская область
- Нарынская область
- Ошская область
- Таласская область

## Членство в международных организациях
- Азиатский банк развития
- СНГ
- EAPC
- ЕБРР
- ЭКО
- ФАО
- МБРР
- ИКАО
- ICCt (подписавший)
- Международная ассоциация развития
- ИБР
- МФСР
- Международная финансовая корпорация
- Международное движение Красного Креста
- МОТ
- МВФ
- INOGATE
- Интерпол
- МОК
- МОМ
- ISO (корреспондент)
- ITU
- Движение неприсоединения (наблюдатель)
- ОИК
- ОЗХО
- ОБСЕ
- PCA
- PFP
- ШОС
- ООН
- МООНСЛ
- ЮНКТАД (ЕЭК ООН)
- Европейская экономическая комиссия ООН
- ЮНЕСКО
- ЮНИДО
- МООНК
- Всемирный почтовый союз
- Всемирная таможенная организация
- ВФП
- ВОЗ
- ВОИС
- ВМО
- Всемирная туристская организация
- ВТО
- ЮНИСЕФ
- Евразийский экономический союз